# الجينات المضادة للسرطان
الجينات المضادة للسرطان هي الجينات التي، عند الإفراط في التعبير عنها خارج مكانها، تدمر الخلايا السرطانية بشكل نوعي دون أذية الخلايا الطبيعية غير المُتحوِّلة. يمكن أن ينتج هذا التدمير الخلوي عن مجموعة متنوعة من الآليات مثل الموت المبرمج للخلية (الاستماتة)، والكارثة الانقسامية التي يليها الموت المبرمج للخلية أو النخر، والالتهام الذاتي. ظهرت الجينات المضادة للسرطان من الدراسات التي أجريت على الخلايا السرطانية في أواخر تسعينيات القرن العشرين. حاليًا، جرى اكتشاف 291 جينًا مضادًا للسرطان في الجينوم البشري. حتى يُصنَّف الجين على أنه مضاد للسرطان يجب أن يكون للجين بدائل أساسية تؤدي إلى تغييرات غير صحيحة في الأحماض الأمينية، أو عمليات حذف، أو عمليات إدخال تؤدي إلى إزاحة الأطر مما يؤدي إلى تغيير البروتينات التي ترمز إليها الجينات، أو زيادة ونقصان عدد النسخ، أو إعادة ترتيب الجينات وبالتالي اختلال تنظيمها.

## الجينات المضادة للسرطان كعلاج
يصنف السرطان على أنه مجموعة من الأمراض، تتميز جميعها بتكاثر غير منضبط للخلايا. في الخلايا التي تعمل بشكل طبيعي، يُحفَّز الموت المبرمج للخلية من أجل تجنب هذه الأحداث التكاثرية. على أي حال، قد تستمر هذه العمليات لتصبح سرطانية في حالة عدم تنظيم العمليات. تظهر الدراسات الوبائية أن السرطان هو السبب الرئيسي للوفاة في جميع أنحاء العالم. أدت التطورات الحالية في العلاج إلى زيادة كبيرة في معدلات بقاء المريض على قيد الحياة. فيما يلي قائمة غير شاملة للجينات الشائعة المضادة للسرطان.

## أمثلة الجينات الشائعة المضادة للسرطان

### أبوبتين

#### تاريخ
كان أبوبتين أول جين مضاد للسرطان يجري عزله. يأتي هذا الجين من الحمض النووي الريبوزي منقوص الأكسجين المفرد الدائري ذو الجديلة الناقصة الموجود في جينوم فيروس فقر الدم الدجاج. ينتمي هذا الفيروس إلى جنس Gyrovirus، وتجري دراسته حاليًا بصفته أداة علاجية وتشخيصية جديدة للسرطان. عُزِل هذا البروتين، المعروف أيضًا باسم البروتين الفيروسي 3، من الدجاج، وقد ثبت أنه يسبب موت مبرمج في الخلايا البشرية المُتحوِّلة.

#### الآلية
يملك هذا البروتين المشفر بواسطة أبوبتين قدرة نوعية على مهاجمة الخلايا المتحولة دون أذية الخلايا غير المتحولة. بشكل مستقل عن p53، يحفز أبوبتين موتًا مبرمجًا للخلية من خلال مسار داخلي للميتوكوندريا. وعلى عكس مسارات الموت الخلوي المبرمج الأخرى، يكون مسار أبوبتين مستقل عن مستقبلات الموت.  في الخلايا التي تعمل بشكل طبيعي، يوجد هذا البروتين الذي يبلغ وزنه الجزيئي 13.6 كيلو دالتون في السيتوبلازما، ومع ذلك في الخلايا السرطانية، ينتقل إلى النواة عبر الفسفرة عند موقع Thr-108 بواسطة الكيناز المعتمد على السكلين المُولِّد للانقسام الفتيلي. بالإضافة إلى ذلك، لا يعمل هذا البروتين بمفرده. هناك حاجة إلى العديد من الجزيئات المتفاعلة مع أبوبتين حتى يقوم بوظيفته بشكل كامل. تشمل هذه الجزيئات، على سبيل المثال لا الحصر، الحمض النووي الريبوزي منقوص الأكسجين، والكيناز المعتمد على السكلين المُولِّد للانقسام الفتيلي، وبروتين مجال الموت المرتبط بfas. استخدِمت عوامل أبوبتين العلاجية الحالية في علاج سرطان الرئة من نوع لويس، وساركوما العظام، مع تطبيقات مستقبلية في علاج سرطانات الكبد.